# 朴才範
朴才範（韓語：박재범），韓國電視劇編劇，或譯朴宰範。

## 作品

### 電視劇本
- 2010年：OCN《神的測驗》
- 2011年：OCN《神的測驗2》
- 2012年：OCN《神的測驗3》
- 2013年：KBS《Good Doctor》
- 2014年：OCN《神的測驗4》
- 2015年：KBS《Blood》
- 2017年：KBS《金科長》
- 2019年：SBS《熱血司祭》
- 2021年：tvN《黑道律師文森佐》
- 2024年：SBS《熱血司祭2》

### 劇集創作人
- 2018年：OCN《神的測驗：重啟》
- 2020年：MBC《一起吃晚餐嗎？》[1]
- 2024年：MBC《搜查班長1958》

## 獲獎
- 2013年：第6屆韓國電視劇賞－編劇獎（Good Doctor）
- 2017年：韓國Content大賞－國民總理表彰【放送映像產業發展有功】（金科長）[2]
- 2021年：第12届韓國大眾文化藝術獎－總統表彰

## 外部連結
- NAVER搜索 （页面存档备份，存于）